# Formas diferenciales cerradas y exactas
En matemáticas, en el cálculo vectorial y en la topología diferencial, los conceptos de forma cerrada y forma exacta son definidos para las formas diferenciales, por las ecuaciones

{\displaystyle d\alpha =0}

para que una forma dada α sea una forma cerrada, y

{\displaystyle \alpha =d\beta }

para una forma exacta, con {\displaystyle \scriptstyle \alpha } dada y {\displaystyle \scriptstyle \beta } desconocida. 
Como {\displaystyle \scriptstyle d^{2}=0}, ser exacta es condición suficiente para ser cerrada. En términos abstractos, el interés principal de este par de definiciones es preguntar si ésta es también una condición necesaria es una manera de detectar la información topológica por condiciones diferenciales. No tiene ningún sentido real preguntar si una 0-forma es exacta, dado que d aumenta el grado en 1.

## Perspectiva general
Los casos de formas diferenciales en {\displaystyle \scriptstyle \mathbb {R} ^{2}} y {\displaystyle \scriptstyle \mathbb {R} ^{3}} eran ya bien conocidas en la física matemática del siglo XIX. En el plano, 0-formas son simplemente funciones, y las 2-formas son funciones por el elemento de área básica {\displaystyle \scriptstyle dx\land dy}, de modo que son las 1-formas

{\displaystyle \alpha =f(x,y)dx+g(x,y)dy}

las que son de interés real. La fórmula para la derivada exterior d es

{\displaystyle d\alpha =({g'}_{x}-{f'}_{y})dx\land dy}

donde los subíndices denotan derivadas parciales por lo tanto la condición para que α sea cerrada es

{\displaystyle {f'}_{y}={g'}_{x}}

En este caso si {\displaystyle \scriptstyle h(x,y)} es una función entonces

{\displaystyle dh=h_{x}dx+h_{y}dy}

La implicación de 'exacta' a 'cerrada' es entonces una consecuencia de la simetría de las segundas derivadas, con respecto a x y a y.

## Lema de Poincaré
El resultado topológico fundamental aquí es el lema de Poincaré. Establece que para un subconjunto abierto contractible de X, cualquier p-forma diferenciable definida en X que sea cerrada, es también exacta, para cualquier número entero p > 0 (esto tiene contenido solamente cuando p es a lo sumo n). 
Esto no es verdad para un anillo abierto en el plano, para algunas 1-formas que no se extienden suavemente al disco entero; de modo que una cierta condición topológica es necesaria. 
En términos de la cohomología de De Rham, el lema dice que los conjuntos contractibles tienen los grupos de cohomología de un punto (considerando que los 0-formas constantes son cerradas pero vacuamente no son exactas).